# Campionati mondiali di slittino 2017
I Campionati mondiali di slittino 2017, quarantasettesima edizione della manifestazione organizzata dalla Federazione Internazionale Slittino, si sono tenuti tra il 27 e il 29 gennaio 2017 ad Igls, in Austria, sulla Olympia-Eiskanal Innsbruck, la pista sulla quale si svolsero le competizioni del bob e dello slittino ai Giochi di Innsbruck 1976 e le rassegne iridate del 1977, del 1987, del 1997 e del 2007; si sono disputate gare in sette differenti specialità: nel singolo uomini, nel singolo donne, nel doppio, nella prova a squadre e nello sprint, disciplina già facente parte del circuito di Coppa del Mondo da alcune stagioni ma che è stata introdotta per la prima volta nelle rassegne iridate proprio a partire da questo appuntamento, essa comprende una gara dedicata agli uomini, una alle donne ed una ai doppi.
Vincitrice del medagliere è stata la nazionale tedesca, capace di conquistare quattro titoli su sette disponibili e otto medaglie sulle ventuno assegnate in totale: quelle d'oro sono state vinte da Tatjana Hüfner nell'individuale femminile, nel doppio da Toni Eggert e Sascha Benecken, nel doppio sprint da Tobias Wendl e Tobias Arlt, e dalla squadra composta dagli stessi Hüfner, Eggert e Benecken e da Johannes Ludwig nella prova a squadre. Le gare nell'individuale maschile e nello sprint singolo maschile hanno visto invece la vittoria del rappresentante della squadra austriaca Wolfgang Kindl mentre quella nello sprint singolo femminile è stata conquistata dalla statunitense Erin Hamlin.
Oltre alla tedesca Tatjana Hüfner, ai connazionali Toni Eggert e Sascha Benecken, al russo Roman Repilov e alla statunitense Erin Hamlin, vincitori di tre medaglie, gli altri atleti che sono riusciti a salire per due volte sul podio in questa rassegna iridata sono stati l'atleta di casa Wolfgang Kindl, l'italiano Dominik Fischnaller e i tedeschi Tobias Wendl e Tobias Arlt.
Anche in questa edizione, come ormai da prassi iniziata nella rassegna di Cesana Torinese 2011, sono stati assegnati i titoli mondiali under 23 premiando gli atleti meglio piazzati nelle tre gare iridate del singolo uomini, del singolo donne e del doppio che non avevano ancora compiuto il ventitreesimo anno di età.

## Risultati

### Singolo uomini
La gara è stata disputata il 29 gennaio 2017 nell'arco di due manches e hanno preso parte alla competizione 51 atleti in rappresentanza di 23 differenti nazioni; campione uscente era il tedesco Felix Loch, che ha concluso la prova al sesto posto, ed il titolo è stato conquistato dall'austriaco Wolfgang Kindl già bronzo nel 2015 e nel 2016 e vincitore anche della gara sprint svoltasi due giorni prima, al secondo posto si è piazzato il russo Roman Repilov, replicando l'argento vinto nella sprint, mentre terzo è giunto l'italiano Dominik Fischnaller anch'egli confermando il bronzo colto nel singolo sprint.

Il vincitore Wolfgang Kindl ha anche abbattuto il record della pista nella prima discesa, portando il limite del singolo maschile a 49"823.
La speciale classifica riservata agli under 23 ha visto primeggiare il russo Roman Repilov sull'austriaco Armin Frauscher e l'italiano Theo Gruber, rispettivamente secondo e terzo.
| Pos. | Atleti              | Nazione  | Tempo    | Distacco |
| ---- | ------------------- | -------- | -------- | -------- |
|      | Wolfgang Kindl      | Austria  | 1:39.799 |          |
|      | Roman Repilov       | Russia   | 1:39.861 | +0.062   |
|      | Dominik Fischnaller | Italia   | 1:39.919 | +0.120   |
| 4    | Johannes Ludwig     | Germania | 1:39.974 | +0.175   |
| 5    | Semën Pavličenko    | Russia   | 1:40.031 | +0.232   |
| 6    | Felix Loch          | Germania | 1:40.056 | +0.257   |
| 7    | Andi Langenhan      | Germania | 1:40.191 | +0.392   |
| 8    | Stepan Fëdorov      | Russia   | 1:40.212 | +0.413   |
| 9    | Armin Frauscher     | Austria  | 1:40.213 | +0.414   |
| 10   | Kevin Fischnaller   | Italia   | 1:40.225 | +0.426   |

### Singolo donne
La gara è stata disputata il 28 gennaio 2017 nell'arco di due manches e hanno preso parte alla competizione 45 atlete in rappresentanza di 20 differenti nazioni; campionessa uscente era la tedesca Natalie Geisenberger, giunta al traguardo in sesta posizione, e il titolo è stato conquistato dalla connazionale Tatjana Hüfner, al suo quinto trionfo iridato nel singolo dopo quelli vinti nel 2007, nel 2008, nel 2011 e nel 2012. La Hüfner rafforza così il suo primato tra le atlete più medagliate ai mondiali nel singolo e diviene inoltre l'unica slittinista nella storia ad aver vinto cinque titoli mondiali nella gara monoposto. Al secondo posto si è piazzata la statunitense Erin Hamlin, già campionessa del mondo nel 2009 e vincitrice della gara sprint disputatasi nella giornata precedente mentre sul terzo gradino del podio è salita la canadese Kimberley McRae, alla sua prima medaglia iridata.
La speciale classifica riservata alle under 23 ha visto primeggiare la statunitense Summer Britcher sulla tedesca Julia Taubitz e la russa Viktorija Demčenko.
| Pos. | Atleti               | Nazione     | Tempo    | Distacco |
| ---- | -------------------- | ----------- | -------- | -------- |
|      | Tatjana Hüfner       | Germania    | 1:19.712 |          |
|      | Erin Hamlin          | Stati Uniti | 1:19.925 | +0.213   |
|      | Kimberley McRae      | Canada      | 1:19.952 | +0.240   |
| 4    | Summer Britcher      | Stati Uniti | 1:19.987 | +0.275   |
| 5    | Alex Gough           | Canada      | 1:20.001 | +0.289   |
| 6    | Natalie Geisenberger | Germania    | 1:20.006 | +0.294   |
| 7    | Martina Kocher       | Svizzera    | 1:20.007 | +0.295   |
| 8    | Julia Taubitz        | Germania    | 1:20.026 | +0.314   |
| 9    | Dajana Eitberger     | Germania    | 1:20.069 | +0.357   |
| 10   | Birgit Platzer       | Austria     | 1:20.088 | +0.376   |

### Doppio
La gara è stata disputata il 28 gennaio 2017 nell'arco di due manches e hanno preso parte alla competizione 58 atleti in rappresentanza di 15 differenti nazioni; campioni uscenti erano i tedeschi Tobias Wendl e Tobias Arlt, che in questa edizione hanno vinto la medaglia d'argento. Il titolo è stato pertanto conquistato dai connazionali Toni Eggert e Sascha Benecken, alla loro prima medaglia d'oro iridata nel doppio. Sul terzo gradino del podio è salita l'altra coppia tedesca formata da Robin Geueke e David Gamm, quarti nell'edizione 2016.

I vincitori Eggert/Benecken hanno anche abbattuto il record della pista nella prima discesa, portando il limite del doppio a 39"468.
La speciale classifica riservata agli under 23 ha visto primeggiare gli austriaci Thomas Steu e Lorenz Koller sugli italiani Florian Gruber e Simon Kainzwaldner ed i lettoni Kristens Putins e Imants Marcinkēvičs.
| Pos. | Atleti                               | Nazione  | Tempo    | Distacco |
| ---- | ------------------------------------ | -------- | -------- | -------- |
|      | Toni Eggert Sascha Benecken          | Germania | 1:19.005 |          |
|      | Tobias Wendl Tobias Arlt             | Germania | 1:19.211 | +0.206   |
|      | Robin Geueke David Gamm              | Germania | 1:19.390 | +0.385   |
| 4    | Peter Penz Georg Fischler            | Austria  | 1:19.399 | +0.394   |
| 5    | Ludwig Rieder Patrick Rastner        | Italia   | 1:19.644 | +0.639   |
| 6    | Aleksandr Denis'ev Vladislav Antonov | Russia   | 1:19.649 | +0.644   |
| 7    | Vladislav Južakov Jurij Prochorov    | Russia   | 1:19.684 | +0.679   |
| 8    | Christian Oberstolz Patrick Gruber   | Italia   | 1:19.688 | +0.683   |
| 9    | Tristan Walker Justin Snith          | Canada   | 1:19.690 | +0.685   |
| 10   | Thomas Steu Lorenz Koller            | Austria  | 1:19.703 | +0.698   |

### Gara a squadre
La gara è stata disputata il 29 gennaio 2017 e ogni squadra nazionale ha preso parte alla competizione con una sola formazione; nello specifico la prova ha visto la partenza di una "staffetta" composta da una singolarista donna e un singolarista uomo, nonché da un doppio per ognuna delle 15 formazioni in gara, che sono scese lungo il tracciato consecutivamente senza interruzione dei tempi tra un atleta e l'altro; il tempo totale così ottenuto ha laureato campione la nazionale tedesca di Johannes Ludwig, Tatjana Hüfner, Toni Eggert e Sascha Benecken davanti alla squadra statunitense formata da Erin Hamlin, Tucker West, Matt Mortensen e Jayson Terdiman ed a quella russa composta da Tat'jana Ivanova, Roman Repilov, Aleksandr Denis'ev e Vladislav Antonov.

La Germania, squadra vincitrice, ha anche abbattuto il record della pista, portando il limite della staffetta mista a 2'08"474.
| Pos. | Squadra     | Atleti                                                                       | Tempo    | Distacco |
| ---- | ----------- | ---------------------------------------------------------------------------- | -------- | -------- |
|      | Germania    | Tatjana Hüfner Johannes Ludwig Toni Eggert / Sascha Benecken                 | 2:08.474 |          |
|      | Stati Uniti | Erin Hamlin Tucker West Matt Mortensen / Jayson Terdiman                     | 2:08.664 | +0.190   |
|      | Russia      | Tat'jana Ivanova Roman Repilov Aleksandr Denis'ev / Vladislav Antonov        | 2:08.984 | +0.510   |
| 4    | Italia      | Andrea Vötter Dominik Fischnaller Ludwig Rieder / Patrick Rastner            | 2:08.995 | +0.521   |
| 5    | Austria     | Birgit Platzer Wolfgang Kindl Peter Penz / Georg Fischler                    | 2:09.050 | +0.576   |
| 6    | Canada      | Alex Gough Samuel Edney Tristan Walker / Justin Snith                        | 2:09.090 | +0.616   |
| 7    | Lettonia    | Ulla Zirne Inārs Kivlenieks Oskars Gudramovičs / Pēteris Kalniņš             | 2:09.199 | +0.725   |
| 8    | Polonia     | Natalia Wojtusciszyn Maciej Kurowski Wojciech Chmielewski / Jakub Kowalewski | 2:09.963 | +1.489   |
| 9    | Rep. Ceca   | Tereza Nosková Ondřej Hyman Lukáš Brož / Antonín Brož                        | 2:10.489 | +2.015   |
| 10   | Romania     | Raluca Strămăturaru Valentin Crețu Cosmin Atodiresei / Ștefan Musei          | 2:10.513 | +2.039   |

### Sprint singolo uomini
La gara è stata disputata il 27 gennaio 2017 in un'unica manche e hanno preso parte alla competizione 15 atleti in rappresentanza di 6 differenti nazioni.
Il diritto a partecipare è stato conseguito dopo la disputa di una manche di qualificazione svoltasi la mattina stessa e il cui risultato ha poi determinato anche l'ordine di partenza degli slittinisti per la gara che assegnava titolo e medaglie.
| Pos. | Atleti              | Nazione     | Tempo  | Distacco |
| ---- | ------------------- | ----------- | ------ | -------- |
|      | Wolfgang Kindl      | Austria     | 32.467 |          |
|      | Roman Repilov       | Russia      | 32.479 | +0.012   |
|      | Dominik Fischnaller | Italia      | 32.590 | +0.123   |
| 4    | Semën Pavličenko    | Russia      | 32.594 | +0.127   |
| 5    | Taylor Morris       | Stati Uniti | 32.611 | +0.144   |
| 6    | Andi Langenhan      | Germania    | 32.643 | +0.176   |
| 7    | Theo Gruber         | Italia      | 32.661 | +0.194   |
| 8    | Riks Rozītis        | Lettonia    | 32.670 | +0.203   |
| 9    | Kevin Fischnaller   | Italia      | 32.676 | +0.209   |
| 10   | Felix Loch          | Germania    | 32.677 | +0.210   |

### Sprint singolo donne
La gara è stata disputata il 27 gennaio 2017 in un'unica manche ed hanno preso parte alla competizione 15 atlete in rappresentanza di 8 differenti nazioni.
Il diritto a partecipare è stato conseguito dopo la disputa di una manche di qualificazione svoltasi la mattina stessa e il cui risultato ha poi determinato anche l'ordine di partenza delle slittiniste per la gara che assegnava titolo e medaglie.
| Pos. | Atlete            | Nazione     | Tempo  | Distacco |
| ---- | ----------------- | ----------- | ------ | -------- |
|      | Erin Hamlin       | Stati Uniti | 30.074 |          |
|      | Martina Kocher    | Svizzera    | 30.083 | +0.009   |
|      | Tatjana Hüfner    | Germania    | 30.084 | +0.010   |
| 4    | Emily Sweeney     | Stati Uniti | 30.089 | +0.015   |
| 5    | Dajana Eitberger  | Germania    | 30.091 | +0.017   |
| 6    | Tat'jana Ivanova  | Russia      | 30.099 | +0.025   |
| 7    | Kimberley McRae   | Canada      | 30.109 | +0.035   |
| 8    | Miriam Kastlunger | Austria     | 30.116 | +0.042   |
| 9    | Birgit Platzer    | Austria     | 30.117 | +0.043   |
| 10   | Ulla Zirne        | Lettonia    | 30.120 | +0.046   |

### Sprint doppio
La gara è stata disputata il 27 gennaio 2017 in un'unica manche e hanno preso parte alla competizione 30 atleti in rappresentanza di 9 differenti nazioni.
Il diritto a partecipare è stato conseguito dopo la disputa di una manche di qualificazione svoltasi la mattina stessa e il cui risultato ha poi determinato anche l'ordine di partenza degli slittinisti per la gara che assegnava titolo e medaglie.
| Pos. | Atleti                               | Nazione     | Tempo  | Distacco |
| ---- | ------------------------------------ | ----------- | ------ | -------- |
|      | Tobias Wendl Tobias Arlt             | Germania    | 29.843 |          |
|      | Peter Penz Georg Fischler            | Austria     | 29.949 | +0.106   |
|      | Toni Eggert Sascha Benecken          | Germania    | 29.956 | +0.113   |
| 4    | Thomas Steu Lorenz Koller            | Austria     | 30.013 | +0.170   |
| 5    | Robin Geueke David Gamm              | Germania    | 30.014 | +0.171   |
| 6    | Christian Oberstolz Patrick Gruber   | Italia      | 30.024 | +0.181   |
| 7    | Andris Šics Juris Šics               | Lettonia    | 30.058 | +0.215   |
| 7    | Matthew Mortensen Jayson Terdiman    | Stati Uniti | 30.058 | +0.215   |
| 9    | Aleksandr Denis'ev Vladislav Antonov | Russia      | 30.129 | +0.286   |
| 10   | Tristan Walker Justin Snith          | Canada      | 30.137 | +0.294   |

## Medagliere
| Posizione | Nazione     | Oro | Argento | Bronzo | Totale |
| --------- | ----------- | --- | ------- | ------ | ------ |
| 1         | Germania    | 4   | 1       | 3      | 8      |
| 2         | Austria     | 2   | 1       | 0      | 3      |
| 3         | Stati Uniti | 1   | 2       | 0      | 3      |
| 4         | Russia      | 0   | 2       | 1      | 3      |
| 5         | Svizzera    | 0   | 1       | 0      | 1      |
| 6         | Italia      | 0   | 0       | 2      | 2      |
| 7         | Canada      | 0   | 0       | 1      | 1      |
| Totale    | Totale      | 7   | 7       | 7      | 21     |